# 中岳 (九重山)
中岳（なかだけ）は、大分県竹田市（旧久住町）にあり、九重連山を形成する火山のひとつ。

## 概要
標高1,791mで、九重連山の最高峰にして、九州本土の最高峰である。なお、離島を含む九州地方全体での最高峰は、鹿児島県の屋久島にある宮之浦岳（標高1,936m）である。
かつては、九重連山の主峰とされる久住山（標高 1786.58m）や大船山（標高 1786.3m）が最高峰とされていた時期もあったが、いずれも登山者が増加したことによる山頂の崩落等により標高が低くなり、1980年の再測量によってそれまで知名度が低かった中岳が最高峰とされた。
久住山への縦走路の途中にある御池の避難小屋は、2006年に屋根が破損し使用不能となり、一時は撤去されることとなっていたが、登山者の安全を確保するために改修することとなり2009年より工事が始められた。